# アル＝カーミル
アル＝カーミル（al-Malik al-Kāmil Nāsir al-Dīn Muḥammad b. Abū Bakr b. Ayyūb;アラビア語: الملك الكامل ناصر الدين محمد بن أبو بكر بن أيوب
、生没年：1180年 - 1238年3月6日）は、アイユーブ朝の第5代スルターン（在位：1218年－1238年）。初代スルターン・サラディンの弟に当たる第4代スルターン・アル＝マリク・アル＝アーディル・サイフッディーン・アブー・バクルの子で恐らく長子。本名はナースィルッディーン・ムハンマドで、アイユーブ朝のスルターンに即位するにあたり冠せられた尊称「アル＝マリク・アル＝カーミル」から通常「スルターン・（アル＝マリク・）アル＝カーミル」などと称される。アラビア語で「カーミル al-Kāmil 」は「完全（なるもの）」を意味する。

## 生涯
父がスルタンの在位にあった間は、副王（＝ナーイブ（nā'ib）つまりスルタンの「代理人」）として父を補佐してエジプト統治に務めた。1218年、父が第5回十字軍と交戦中に心臓発作で死去したため、後を継いでスルタンとして即位した。しかし父の死により、第5回十字軍によってダミエッタを占領されるなど、一時は危機に陥ったが、総力を挙げて反攻に転じ、十字軍を破った。しかしその後、カーミルの即位に不満を持つ一族やアレッポとダマスカスの総督に反乱を起こされて危機に陥る中で1228年には神聖ローマ皇帝フリードリヒ2世が第6回十字軍を率いて侵攻を始める。
カーミルには十字軍を迎撃する余裕など無く、フリードリヒ2世もローマ教皇や教皇派諸侯との争いに集中したかった。2人は知識人としての交流（自然科学についての論議も行われた）を書簡によって（共にアラビア語で）続けるうち、互いが戦う事を望まない事を知った。カーミルは10年間の休戦、十字軍側への聖地エルサレム返還に同意し、全軍を内紛の収拾に向ける。この為、帝国の内紛は収拾したが、エルサレムを放棄した事で多くのイスラム教徒からの不満を招き、バグダードのモスクではカーミルを糾弾する集会が開かれたという。
エルサレムに和平が訪れてから9年後の1238年にカーミルは亡くなった。フリードリヒ2世との交流はカーミルが亡くなるまで続いたという。
カーミルの死から12年後、フリードリヒ2世が亡くなった。19世紀、フリードリヒ2世の遺体が学術調査を受けたとき、棺の中の彼はイスラム風の衣装を身にまとい、シャツの袖にはアラビア語で「友よ、寛大なる者よ、誠実なる者よ、知恵に富める者よ、勝利者よ」というカーミルに向けられたと思われる言葉が刺繍されていたことが記録に残っている。